# Liškiava

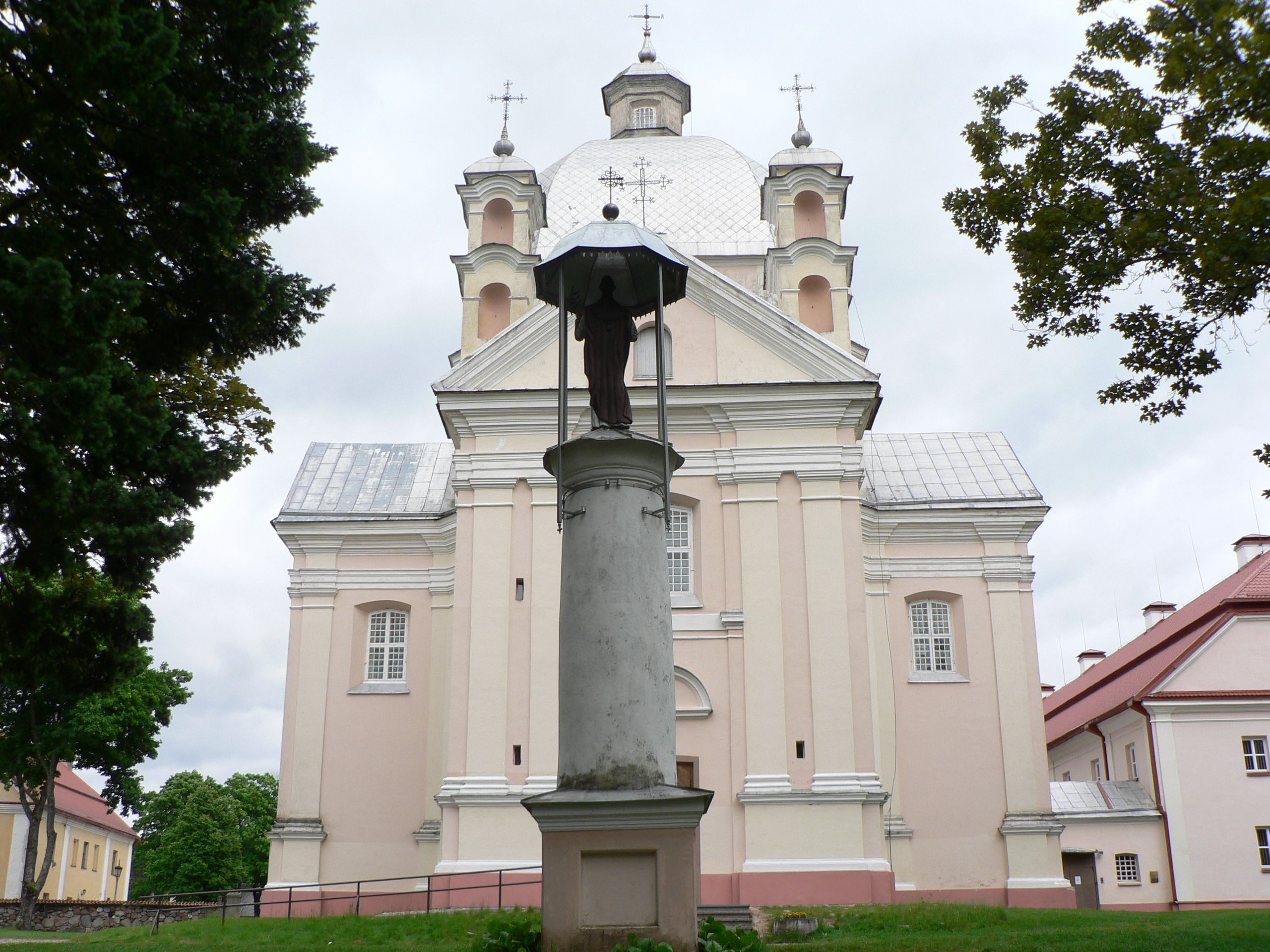
Kirche der Heiligen Dreifaltigkeit

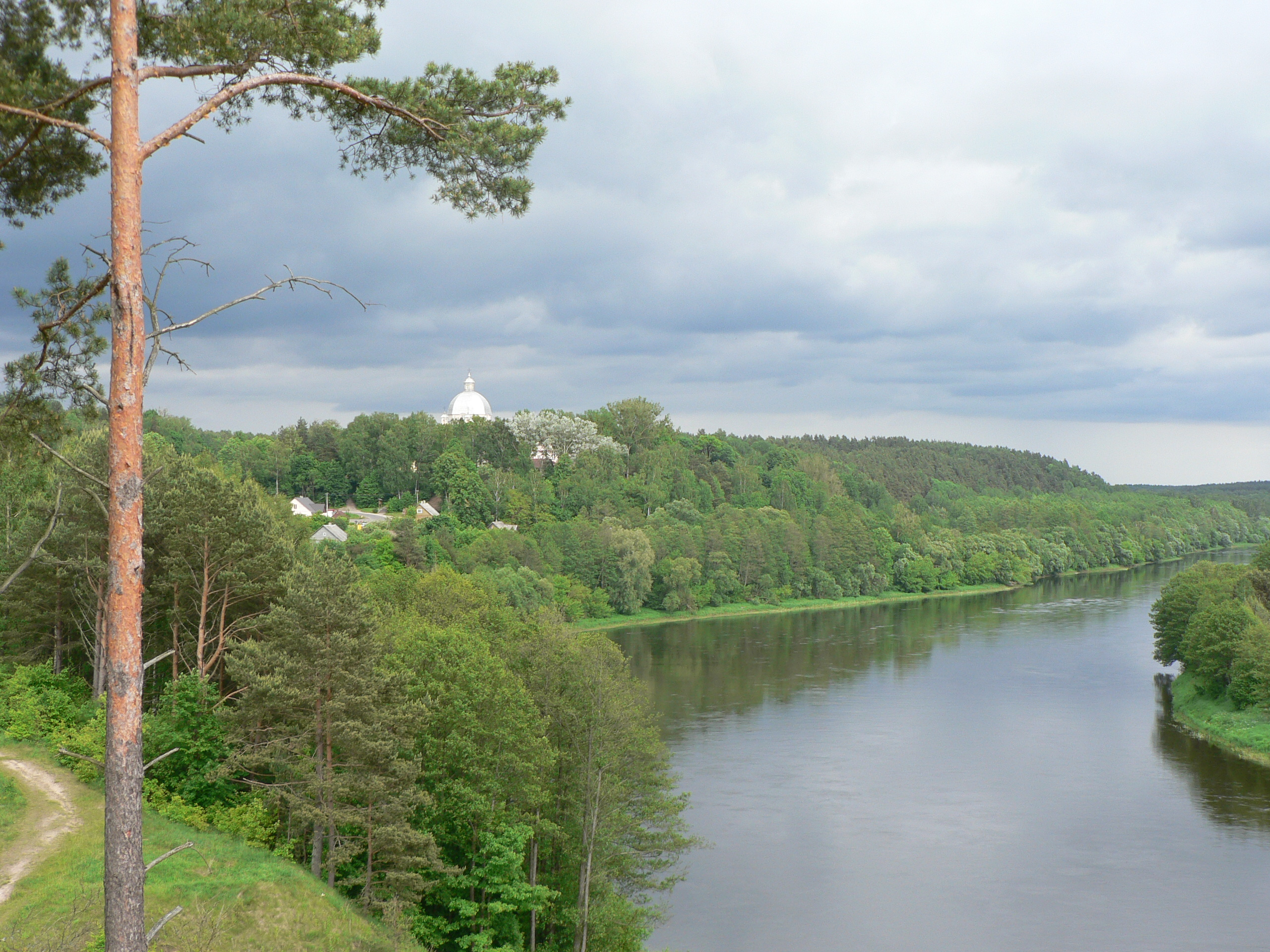
Memel bei Liškiava

Liškiava (deutsch, 18. Jahrhundert: Lischkau) ist ein Dorf (kaimas) im Gemeindeteil Merkinė der Rajongemeinde Varėna im Süden Litauens, gelegen am linken Flussufer des Flusses Nemunas (dt. Memel) im Nationalpark Dzūkija. Es hat 37 Einwohner (Stand 2005).
In Liškiava sind mehrere archäologische Stätten bekannt, darunter ein Burghügel piliakalnis und eine Kultstätte Alkakalnis.
Auf dem Burghügel stehen die 1704 bis 1720 gebaute Kirche der Heiligen Dreifaltigkeit und ein Dominikaner-Kloster. In der Kirche befinden sich sieben Altäre aus der Zeit des Rokoko. 

## Geschichte
Liškiava wurde erstmals 1044 erwähnt. Die Ortschaft gehörte von 1795 (Dritte Teilung Polens) bis 1807 (Frieden von Tilsit) unter dem Namen Liszkowo (polnisch) zu Neuostpreußen und war damit die am östlichsten gelegene Gemeinde, die je zu Preußen gehörte.